# Церковь Святой Параскевы (Мирное)
Церковь Святой Параскевы (Храм Преподобной Парасковии Сербския) — храм Киевской и всея Украины епархии (Украинской архиепископии) Русской православной старообрядческой церкви в селе Мирное (ранее Карячка) Килийского района Одесской области. Памятник архитектуры местного значения.

## История
На месте нынешней церкви ранее находилась плетнёвая часовня в честь Покрова Пресвятой Богородицы, построенная в первой половине XIX века. Не позднее 1869 года часовня была переосвящена во имя преподобной Парасковии. Современный храм сооружён в 1874 году. Он представлял собой постройку, по технике исполнения напоминавшую жилой дом, но больших размеров и имевшую купол с восьмигранным барабаном и апсиду. Первым старообрядческим священником в Карячке в 1870-х годах стал Сысой Гуров, а до этого община руководилась уставщиками.
В 1898 году церковь была самовольно расширена, в связи с чем её попечители были приговорены к денежному штрафу, который заменили на арест. В 1909 году вокруг храма сооружена железная ограда.